# Língua jeju

Província Jeju – Coreia do Sul

Jeju (Cheju) é uma lingua Coreanica falada na província (ilha) de Jeju na Coreia do Sul. Essa língua difere bem dos dialetos coreanos da área continental. E é uma língua separada do coreano, fazendo as línguas coreanicas terem 2 línguas

## Nome
O nome pode ser transcrito na Romanização Coreana como Jeju ou em McCune-Reischauer como Cheju. Em língua coreana é conhecido como  제주 방언 (濟州方言) Jeju bang-eon ou 제주 사투리 Jeju saturi ou "dialeto Jeju", como 제주어 (濟州語) Jejueo "língua Jeju", ou como 제주말 Jejumal "Falar Jeju". Essa última se refere tanto à língua como à escrita.

## Classificação
Apesar de muitos sul-coreanos, mesmo aqueles que falam Jeju, consideram o Jeju como um dialeto do coreano, este pode ser considerado uma língua separada porque é quase mutuamente ininteligíveis com os dialetos coreanos do continente. Foi reconhecida como uma língua diferente tanto ,localmente como pela UNESCO.

## Demografia
Há entre 5 a 10 mil falantes fluentes, todos nascidos antes de 1950. O Jeju já foi falado em toda a Ilha de Jeju, além das ilhas Chuja do antigo condado de Bukjeju County (hoje Jeju , onde se fala o dialeto Chuja, uma variedade do dialeto Jeolla. O Jeju também sobrevive em enclaves da diáspora no Japão
.
Em janeiro de 2011, a UNESCO adicionou Jeju a seu  Atlas das Línguas do Mundo em Perigo  como uma "linguagem criticamente em perigo" .

## Vocabulário
| \| Jeju \| Jeju \| Tradução \| Notas \| \| Hangul \| Romanização do Coreano \| Tradução \| Notas \| \| ---------------- \| ---------------------- \| ---------------------------------- \| -------------------------------------------------------------------------------------------------------------------------------------------------------------------------------------------------------------------------------------------- \| \| ᄒᆞᆫ저옵서예 \| hɒnjeo opseoye \| "Bem vindo!" \| \| \| 아방 \| abang \| "pai" \| Cognato do Coreano Padrão abeoji "pair" e dialeto da província Gyeongsang Sul aba "pai." Coincidentemente similar ao Malaio-Polinésio (Taiwan) 'abang' (tio). \| \| 어멍 \| eomeong \| "mãe" \| \| \| 하르방 \| hareubang \| "avô, homem idoso" \| \| \| 할망 \| halmang \| "avó; mulher idosa" \| Added after many shamanistic deities, such as Samseung Halmang, Jeoseung Halmang, and Seolmundae Halmang. \| \| 아즈방 \| ajeubang \| "uncle" \| \| \| 아즈망 \| ajeumang \| "tia" \| \| \| 삼춘 \| Samchun \| (homem e mulher de meia-idade) \| Em Coreano Padrão, samchon é 'tio'. Porém em Jeju, 'Samchun' é homem e mulher de meia-idade. \| \| 오라방 \| orabang \| "irmão mais velho" (de uma mulher) \| \| \| ᄄᆞᆯ \| ttɒl \| "filha" \| \| \| 가시아방 \| gasiabang \| "Sogro" (de um homem) \| Do Coreano Médio gas "esposa" + sufixo gentivo -ɒy + dialeto Jeju abang "pai," assim "pai da esposa." \| \| ᄉᆞ나이 \| sɒnai \| "homem" \| \| \| 지집빠이 \| jijib-bbai \| "mulher" \| Cognato do Coreano Padrão gyējibai ~ gyējibae "menina," do Coreano gyējib "mulher, fêmea" + Coreano ai ~ ǣ "criança." Coincidentemente similar ao Malaio-Polinésio (Taiwan) 'babay' (menina). \| \| 비바리 \| bibari \| "donzela" \| \| \| 가물어 \| gamureo \| "improvável" \| \| \| 야개기 \| yagaegi \| "pescoço" \| \| \| 낭 \| nang \| "árvore, madeira" \| Raiz da palavra em Coreano Médio \| \| 굴묵낭 \| gulmungnang \| "árvore zelkovae" \| \| \| 태역 \| taeyeok \| "relva" \| \| \| 송키 \| songki \| "vegetal" \| Jeju songki é similar ao da língua Manchu sogi "vegetal" \| \| 지실 \| jisil \| "batata" \| \| \| 강생이 \| gangsaeng-i \| "cãozinho" \| \| \| 고냉이 \| gonaeng-i \| "gato" \| \| \| 노리 \| nori \| "gamo siberiano" \| \| \| 도치 \| dochi \| "machado" \| Em Coreano Médio a palavra para "machado" aparece como dosguy, dosgeuy, ou dochɒy. \| \| 오름 \| oreum \| "montanha, colina]" \| Em Jeju oreum ou orɒm é similar à língua Mongol ūla ("montanha") e em língua manchu alin ("montanha"), parecendo em pronúncia com o literal significado de oreumpróprio com significado literal de "uma elevação" ou até "um espaço elevado" \| \| 고고리 \| gogori \| "espiga" \| \| \| 그디 \| geudi \| "lá" \| Jeju usa -di em lugar de -(eo)gi para formar pronomes de licação. \| \| 이디 \| idi \| "aqui" \| \| \| 깅이 \| ging-i \| "sirib" \| \| \| 생이 \| saeng-i \| "ave" \| \| \| 놈삐 or 무수 \| nomppi ou musu \| "rabanete" \| Em Jeju musu é cognato do Coreano Padrão muu derivado de um Coreano Médio diferente. Há similaridade com língua Manchu mursa ("rabanete chinês branco e grande"). A etimologia de nombbi é obscura. \| \| 대비 \| daebi \| "meia (vestuário)" \| Em Jeju daebi < Japonês tabi ("meias japonesas tradicionais") \| \| 도새기 \| dosaegi \| "porcog" \| \| \| 돗괴기 \| dotgoegi \| "carne de porco" \| \| \| 독새기 \| doksaegi \| "ovo de galinha" \| \| \| 부루 \| buru \| "alface" \| \| \| 주리 \| juri \| "troco (dinheiro)" \| juri Jeju < Japanese tsuri (id.) \| \| 절 \| jeol \| "onda" \| jeolJeju < Coreano Médio gyeol (id.); cognato com 2ª sílaba do Coreano Padrão mulggyeol \| \| 어욱 \| eouk \| "[[Miscanthus sinensis" \| \| \| 인칙 \| inchik \| "cedo" \| \| \| 개역 \| gaeyeok \| "cereal moído" \| \| \| 모물, 모몰, 모믈 \| momul, momol, momeul \| "trigo mourisco" \| \| \| 몬독 \| mondok \| "poeira" \| \| \| 빙애기 \| bing-aegi \| "garota" \| \| \| 가사 \| gasa \| "guarda-chuva" \| Compare with Japanese kasa ("wide-brimmed hat; umbrella, parasol") and Korean gat (old-fashoned hat). \| \| 몽댕이 \| mongdaeng-i \| "bengala, cajado" \| mongdaeng-ié cognato do Coreano 몽둥이 mongdung-i ("taco, clava, porrete, pau"). \| \| 몬딱 \| monttak \| "tudo, todos" \| \| \| 정지 \| jeongji \| "cozinha" \| A palvra não é única em Jeju, é usada nos dialeto de Gyeongsang e Jeolla. \| \| 하영 \| hayeong \| "muito, muitos" \| \| \| 호꼼, 호끔 \| hokkom, hogkkeum \| "pequena quantidade; um pouco" \| \| \| 테우리 \| teuri \| "rancheiro" \| 'Teuri' se refere também a Jeongsunam, deus shamanístico dos ranchos. \| |                        |                                    | |
| Jeju | Jeju                   | Tradução                           | Notas |
| Hangul | Romanização do Coreano | Tradução                           | Notas |
| ᄒᆞᆫ저옵서예 | hɒnjeo opseoye         | "Bem vindo!"                       | |
| 아방 | abang                  | "pai"                              | Cognato do Coreano Padrão abeoji "pair" e dialeto da província Gyeongsang Sul aba "pai." Coincidentemente similar ao Malaio-Polinésio (Taiwan) 'abang' (tio).                                                                                |
| 어멍 | eomeong                | "mãe"                              | |
| 하르방 | hareubang              | "avô, homem idoso"                 | |
| 할망 | halmang                | "avó; mulher idosa"                | Added after many shamanistic deities, such as Samseung Halmang, Jeoseung Halmang, and Seolmundae Halmang. |
| 아즈방 | ajeubang               | "uncle"                            | |
| 아즈망 | ajeumang               | "tia"                              | |
| 삼춘 | Samchun                | (homem e mulher de meia-idade)     | Em Coreano Padrão, samchon é 'tio'. Porém em Jeju, 'Samchun' é homem e mulher de meia-idade. |
| 오라방 | orabang                | "irmão mais velho" (de uma mulher) | |
| ᄄᆞᆯ | ttɒl                   | "filha"                            | |
| 가시아방 | gasiabang              | "Sogro" (de um homem)              | Do Coreano Médio gas "esposa" + sufixo gentivo -ɒy + dialeto Jeju abang "pai," assim "pai da esposa." |
| ᄉᆞ나이 | sɒnai                  | "homem"                            | |
| 지집빠이 | jijib-bbai             | "mulher"                           | Cognato do Coreano Padrão gyējibai ~ gyējibae "menina," do Coreano gyējib "mulher, fêmea" + Coreano ai ~ ǣ "criança." Coincidentemente similar ao Malaio-Polinésio (Taiwan) 'babay' (menina).                                                |
| 비바리 | bibari                 | "donzela"                          | |
| 가물어 | gamureo                | "improvável"                       | |
| 야개기 | yagaegi                | "pescoço"                          | |
| 낭 | nang                   | "árvore, madeira"                  | Raiz da palavra em Coreano Médio |
| 굴묵낭 | gulmungnang            | "árvore zelkovae"                  | |
| 태역 | taeyeok                | "relva"                            | |
| 송키 | songki                 | "vegetal"                          | Jeju songki é similar ao da língua Manchu sogi "vegetal" |
| 지실 | jisil                  | "batata"                           | |
| 강생이 | gangsaeng-i            | "cãozinho"                         | |
| 고냉이 | gonaeng-i              | "gato"                             | |
| 노리 | nori                   | "gamo siberiano"                   | |
| 도치 | dochi                  | "machado"                          | Em Coreano Médio a palavra para "machado" aparece como dosguy, dosgeuy, ou dochɒy. |
| 오름 | oreum                  | "montanha, colina]"                | Em Jeju oreum ou orɒm é similar à língua Mongol ūla ("montanha") e em língua manchu alin ("montanha"), parecendo em pronúncia com o literal significado de oreumpróprio com significado literal de "uma elevação" ou até "um espaço elevado" |
| 고고리 | gogori                 | "espiga"                           | |
| 그디 | geudi                  | "lá"                               | Jeju usa -di em lugar de -(eo)gi para formar pronomes de licação. |
| 이디 | idi                    | "aqui"                             | |
| 깅이 | ging-i                 | "sirib"                            | |
| 생이 | saeng-i                | "ave"                              | |
| 놈삐 or 무수 | nomppi ou musu         | "rabanete"                         | Em Jeju musu é cognato do Coreano Padrão muu derivado de um Coreano Médio diferente. Há similaridade com língua Manchu mursa ("rabanete chinês branco e grande"). A etimologia de nombbi é obscura.                                          |
| 대비 | daebi                  | "meia (vestuário)"                 | Em Jeju daebi < Japonês tabi ("meias japonesas tradicionais") |
| 도새기 | dosaegi                | "porcog"                           | |
| 돗괴기 | dotgoegi               | "carne de porco"                   | |
| 독새기 | doksaegi               | "ovo de galinha"                   | |
| 부루 | buru                   | "alface"                           | |
| 주리 | juri                   | "troco (dinheiro)"                 | juri Jeju < Japanese tsuri (id.) |
| 절 | jeol                   | "onda"                             | jeolJeju < Coreano Médio gyeol (id.); cognato com 2ª sílaba do Coreano Padrão mulggyeol |
| 어욱 | eouk                   | "[[Miscanthus sinensis"            | |
| 인칙 | inchik                 | "cedo"                             | |
| 개역 | gaeyeok                | "cereal moído"                     | |
| 모물, 모몰, 모믈 | momul, momol, momeul   | "trigo mourisco"                   | |
| 몬독 | mondok                 | "poeira"                           | |
| 빙애기 | bing-aegi              | "garota"                           | |
| 가사 | gasa                   | "guarda-chuva"                     | Compare with Japanese kasa ("wide-brimmed hat; umbrella, parasol") and Korean gat (old-fashoned hat). |
| 몽댕이 | mongdaeng-i            | "bengala, cajado"                  | mongdaeng-ié cognato do Coreano 몽둥이 mongdung-i ("taco, clava, porrete, pau"). |
| 몬딱 | monttak                | "tudo, todos"                      | |
| 정지 | jeongji                | "cozinha"                          | A palvra não é única em Jeju, é usada nos dialeto de Gyeongsang e Jeolla. |
| 하영 | hayeong                | "muito, muitos"                    | |
| 호꼼, 호끔 | hokkom, hogkkeum       | "pequena quantidade; um pouco"     | |
| 테우리 | teuri                  | "rancheiro"                        | 'Teuri' se refere também a Jeongsunam, deus shamanístico dos ranchos. |